# جودی شلتون
جودی لین شلتون (انگلیسی: Judy Shelton؛ زادهٔ ۱۹۵۴/۱۹۵۵ (۶۹–۷۰ سال)) مشاور اقتصادی رئیس‌جمهور پیشین دونالد ترامپ است. وی به دلیل حمایت از بازگشت به استاندارد طلا و انتقاداتش از فدرال رزرو (که در مقایسه با برنامه‌ریزی اقتصادی اتحاد جماهیر شوروی) شناخته شده‌است. ترامپ در تاریخ ۲ ژوئیه ۲۰۱۹ اعلام کرد که شلتون را برای فدرال رزرو نامزد می‌کند. نامزدی وی در ۱۷ نوامبر سال ۲۰۲۰ با رای ۴۷–۵۰ در مجلس سنا متوقف شد و سرانجام نامزد وی توسط رئیس‌جمهور جو بایدن در فوریه ۲۰۲۱ پس گرفته شد.